# Omoplate
Scapula
Pour les articles homonymes, voir Scapula (homonymie).
 (aout 2015).
La scapula (du latin scapula « épaule ») ou omoplate en ancienne nomenclature (du grec ὠμοπλάτη, nom composé de ὦμος « épaule » et πλάτη « objet plat ») est un os plat, pair et de forme triangulaire. Elle est située à la partie postéro-supérieure du thorax, plaquée contre le gril costal. Elle s'articule en dehors avec l'humérus et en avant avec la clavicule. La scapula glisse sur le muscle dentelé antérieur mais ne s'articule pas avec la cage thoracique. Avec la clavicule, elle forme la ceinture scapulaire.

## Description
La scapula peut se décrire en lui distinguant :
- deux faces :
  - une antérieure ;
  - une postérieure ;
- trois bords :
  - un supérieur (ou cervical) ;
  - un médial(ou spinal) ;
  - un latéral(ou axillaire) ;
- trois angles :
  - un inférieur ;
  - un supéro-médial ;
  - un supéro-latéral.

### Faces

#### Face antérieure

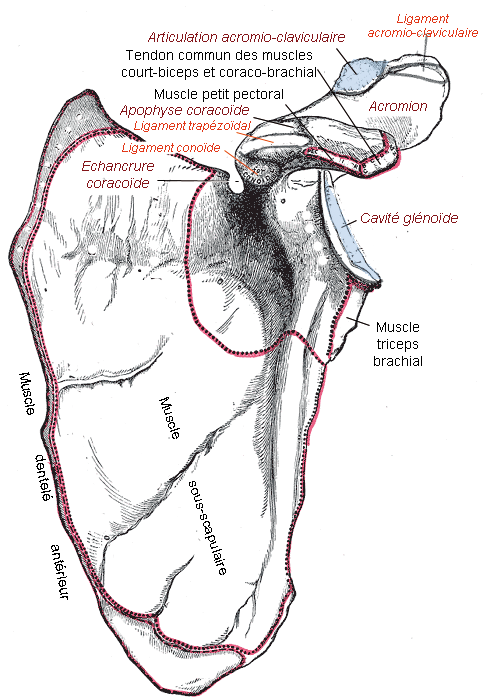
La face antérieure de la scapula gauche.

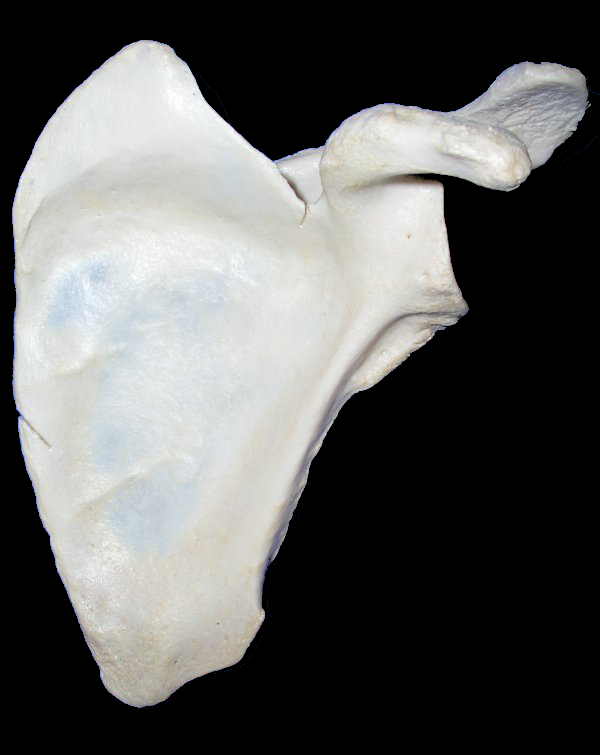
La face antérieure de la scapula gauche.

La face antérieure ou costale est concave et regarde en avant, en bas et en dedans.
Elle forme la fosse subscapulaire donne insertion au muscle subscapulaire.
On lui décrit 3 parties : une partie centrale, une partie médiale et une partie latérale.
Entre le quart supérieur et les 3/4 inférieurs de la partie centrale, on note une ligne de dépression latérale correspondant à l'insertion du bord antérieur de l'épine de la scapula.
La partie basse est concave et parcourue par des crêtes correspondant à l'insertion des lames tendineuses du muscle subscapulaire.
Parallèle au bord latéral, la partie latérale est épaisse et constitue l'un des piliers de la scapula.
La partie médiale est élargie à ses extrémités. Elle donne insertion au muscle dentelé antérieur.

#### Face postérieure

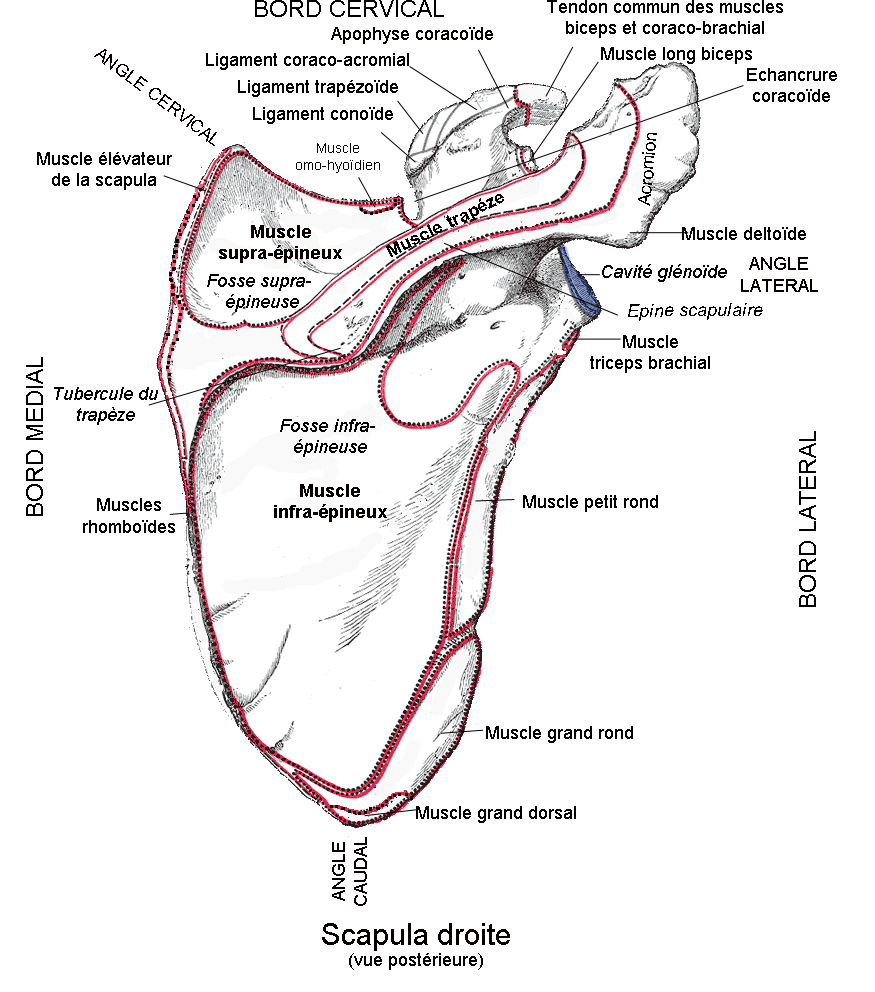

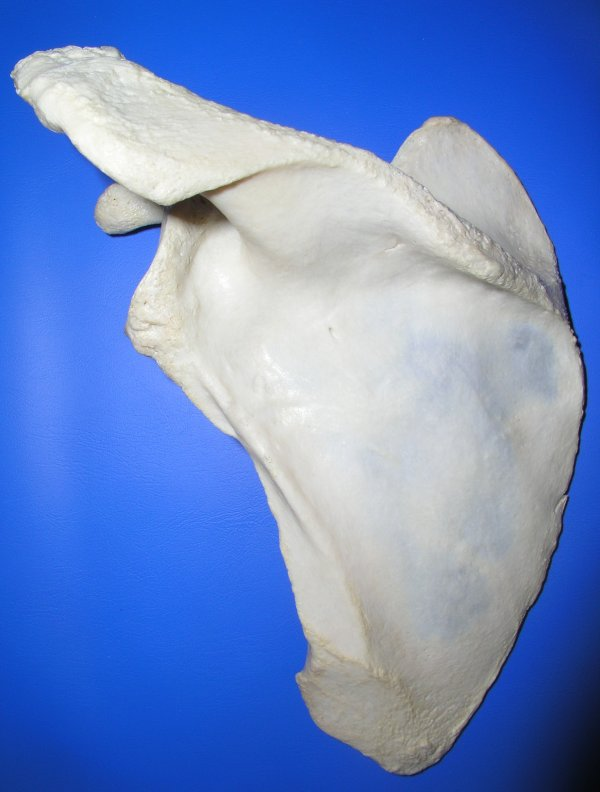

La face postérieure est globalement convexe et partagée en deux à l'union de son quart supérieur et de ses trois-quarts inférieur par une lame osseuse dirigée perpendiculairement à la surface : l’épine de la scapula.
La partie située au-dessus de l'épine est plate et lisse. Elle forme la fosse supra-épineuse et reçoit l'insertion du muscle supra-épineux dans sa partie médiale.
Une crête osseuse plus ou moins marquée sépare une partie latérale qui reçoit les insertions des muscles petit rond et grand rond.
L’épine scapulaire, de forme triangulaire, reçoit l'insertion de la partie postérieure du muscle deltoïde sur son bord inférieur et du muscle trapèze sur son bord supérieur. Son bord postérieur se prolonge en dehors et en avant par l'acromion.

### Bords

#### Bord supérieur
Le bord supérieur s'étend entre les deux angles supérieurs de la scapula. Il est oblique en haut et en dedans et séparé du processus coracoïde par l'incisure scapulaire.
Il reçoit les insertions, de dedans en dehors, le fascia cervical moyen, le muscle omo-hyoïdien et le ligament transverse supérieur de la scapula.

#### Bord médial
Le bord médial ou bord spinal s'étend entre l'angle supéro-médial et l'angle inférieur de la scapula.
Il est convexe en dedans. Il donne insertion dans son quart supérieur au muscle élévateur de la scapula et dans la partie inférieure restante au muscle rhomboïde.

#### Bord latéral

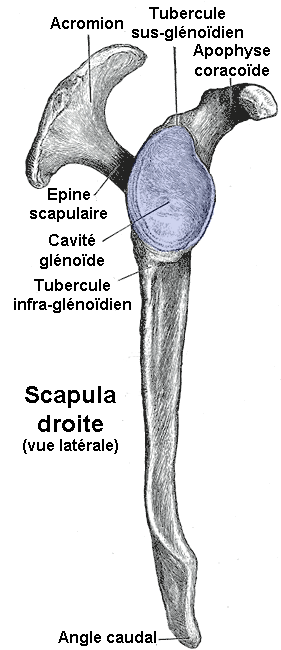

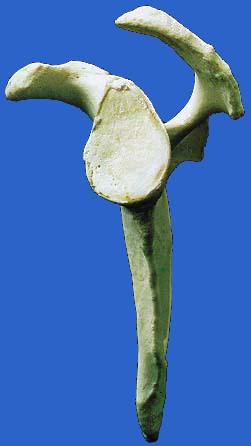

Le bord latéral ou bord axillaire entre le bord inférieur de la cavité glénoïde et l'angle inférieur de la scapula. Très renforcé, il forme l'un des piliers de la scapula.
Sa partie supérieure présente le tubercule infraglénoïdal sur lequel s'insère le muscle triceps brachial.

### Angles
L'angle inférieur (ou angle caudal ou pointe de la scapula) à la jonction des bords médial et latéral donne insertion au muscle grand dorsal.
L'angle supéro-médial ou angle supérieur  à la jonction des bords médial et supérieur donne insertion au muscle élévateur de la scapula.
L'angle supéro-latéral ou angle latéral à la jonction des bords latéral et supérieur est centré sur la cavité glénoïdale de la scapula qui fait partie de l’articulation scapulo-humérale.
Il composé du col de la scapula, du processus coracoïde et de la cavité glénoïdale.
Le col de la scapula est la portion de cylindre aplati d'avant en arrière qui relie le corps de l'omoplate à la cavité glénoïdale. Le ligament transverse inférieur de la scapula s'y insère.
La cavité glénoïdale est une surface articulaire concave en forme de poire qui répond à la tête humérale. Au dessus se trouve le tubercule supraglénoïdal. C'est le point d'origine du long chef du muscle biceps brachial. Sur le bord antérieur de la cavité s’insèrent les ligaments gléno-huméraux.
Sur la face supérieure du col de la scapula une excroissance osseuse en forme de doigt semi-fléchi forme le processus coracoïde. Il reçoit les insertions du ligament transverse supérieur de la scapula et du ligament coraco-huméral.

## Galerie

Ceinture scapulaire, cage thoracique (vue antérieure).
Schéma des os de la ceinture et des membres supérieurs (vue antérieure).

Schéma de l'articulation de l'épaule (vue antérieure).
Schéma de l'articulation de l'épaule (vue postérieure).
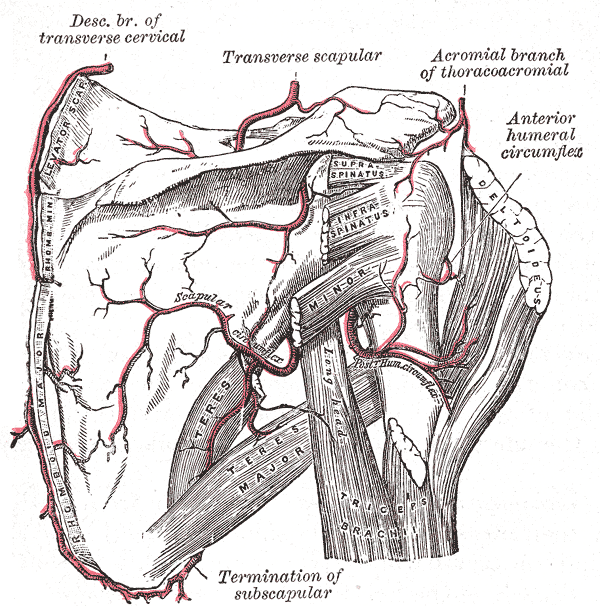
Les artères, (vue postérieure).